# Koinzidenzdemodulator
Ein Koinzidenz- (lat. coincidentia = Zusammenfall) oder Phasendemodulator ist eine analoge elektrische Schaltung zur Demodulation frequenzmodulierter Signale. Sie erzeugt im Gegensatz zu Diskriminatoren direkt eine Phasenmodulation, welche dann unmittelbar demoduliert wird.

## Aufbau und Funktion
Hauptbestandteil des Koinzidenz-Demodulators ist ein logisches UND- oder EXOR-Gatter oder ein Multiplizierer mit zwei Eingängen. Das frequenzmodulierte Signal, das vorher einen Begrenzerverstärker durchlief und aus diesem Grund rechteckförmig ist, gelangt direkt auf dessen einen Eingang. Auf den zweiten Eingang gelangt es um einen festen Betrag zeitverschoben. Die Zeitverschiebung wird häufig mit einem Schwingkreis oder einem Keramik-Schwinger erreicht, der das Signal bei fehlender Modulation (Mittenfrequenz) genau um eine Viertelperiode (90°) der Frequenz verzögert. Am Ausgang des Logikgatters bzw. Multiplizierers entsteht ein pulsweitenmoduliertes Signal. Das gewünschte NF-Signal entsteht daraus durch einen Tiefpass bzw. Integrierer.
Ein typisches Beispiel für einen Koinzidenzdemodulator ist der Integrierte Schaltkreis vom Typ TBA120, der einen Koinzidenzdemodulator mit Multiplizierer und den Begrenzerverstärker enthält. Er benötigt einen exakt abgestimmten externen Schwingkreis oder Keramikschwinger zur Phasenschiebung.
Zur Zeit der Röhrentechnik wurde die von Philips eigens dazu entwickelte Röhre EQ80 verwendet. Die Variante wurde hauptsächlich in einigen Geräten von Philips verwendet, konnte sich aber gegenüber dem Ratiodetektor letztlich nicht durchsetzen.